# Методије Солунски
Свети Методије (грч. Μεθόδιος, стсл. Меѳодии; 826 — 6. април 885) био је византијски монах и мисионар који је са својим братом Ћирилом донео писменост и хришћанство Словенима и био први словенски архиепископ. Пратио је свог брата на његовој мисији међу Хазарима, током које су на Криму код Херсона нашли мошти папе Климента I (88/92—98/101), као и јеванђеље и псалтир писане руским словима на готском језику. Током своје мисије међу Словенима у Великоморавској кнежевини кнеза Растислава (842—870), браћа су се нашла на удару германског свештенства које је на том простору ширило хришћанство на латинском језику, због чега су око 867. године били приморани да оду у Рим и траже дозволу за свој рад од папе. На том путу су се зауставили у Панонској кнежевини кнеза Коцеља (861—872), започевши своју мисију и на тим простору.
Током боравка у Риму, папа Хадријан II (867—872) дао им је дозволу да наставе богослужење на старословенском језику и сам одржао службу на њему у базилици Светог Петра. Ћирило се у Риму замонашио и умро, док је Методије рукоположен за моравскопанонског архиепископа. За разлику од брата, Методије се бавио и живописом. Он се 870. године вратио у Панонију и наставио своје деловање, али му је услед промене на престолу Великоморавској кнежевини којом је завладао Сватоплук  (870—894) практично није било омогућен наставак мисије на том простору, пошто је Сватоплук збацио Растислава уз помоћ Лудвига Немачког (843—876) и германског свештенства. Када се и поред таквог стања Методије вратио у Моравску, германске црквене вође су га на једном сабору оптужиле за јерес и држале затвореног у Регензбургу од 870. до 873. године када је пуштен на инсистирање папе Јована VIII (872—882). Он после тога напушта Моравску и одлази у Панонију, да би се после тога поново упутио у Рим да оправда своје деловање, што му је и успело и папа 880. године поново одобрава словенско богослужење. Две године касније одлази у Цариград, после чега се враћа у своју архиепископију у којој умире 885. године, највероватније 6. априла. По другом, словачком наводу Методије је умро 881. године (од тада се више не помиње!) у Риму, где је био сахрањен у храму Св. Клименте. После његове смрти германско свештенство уз Сватоплукову помоћ и подршку папе Стефана V (885—891) уништава словенско богослужење заробљавањем, мучењем и протеривањем његових и Ћирилових ученика, али један део њих спас налази на Балканском полуострву и ту настављају свој рад. Најистакнутији међу њима били су Климент и Наум, као и Горазд кога је Методије одредио за свог наследника, али су га германски свештеници убили.
Заједно са братом Ћирилом је 1980. године проглашен свецем-заштитником Европе, а по њему је назван око 1.180 m нмв. висок планински врх на острву Ливингстон, које се налази у архипелагу Јужних Шетландских острва на Антарктику. Канонизовале су га обе хришћанске цркве, а празнује се 14. фебруара.
По католичким изворима Методије је био архиепископ у Сирмијуму.